# Lucía Paraja
Lucía Paraja Ramos (ur. 10 lutego 1983 w Gijón) – hiszpańska siatkarka, grająca na pozycji środkowej.

## Przebieg kariery
| Lata            | Kluby                            |
| --------------- | -------------------------------- |
| 2002–2003       | CAV Murcia 2005                  |
| 2003–2005       | Club Voleibol Playas de Benidorm |
| 2005–2007       | CAV Murcia 2005                  |
| 2007–2008       | Jogging Volley Altamura          |
| 2008–2009       | Club Voleibol Tenerife           |
| 2009–01.2010    | Club Voleibol Miranda            |
| 01.2010–2010    | Club Voleibol Haro               |
| 2010–31.01.2011 | Club Voleibol Aguere             |
| 01.02.2011–2011 | Pallavolo Sirio Perugia          |
| 11.2011–12.2011 | Rote Raben Vilsbiburg            |

## Sukcesy klubowe
Superpuchar Hiszpanii:
- 2006, 2008

Puchar Hiszpanii:
- 2007

Puchar Top Teams:
- 2007

Mistrzostwo Hiszpanii:
- 2007